# 马畈镇
马畈镇，是中华人民共和国河南省信阳市光山县下辖的一个乡镇级行政单位。

## 行政区划
马畈镇下辖以下地区：
马畈街社区、马畈村、代洼村、庙山村、锡山村、徐寨村、中寨村、付寨村、汪乡村、永林村、太平村、汪畈村、枊林村、北洼村和潘楼村。